# Super DDT
Super DDT fue uno de los muchos tebeos en que Bruguera empleó al prefijo "super" tras "Super Pulgarcito" (1970) y, ya en 1972, "Super Mortadelo", "Super Tío Vivo" y "Super Zipi y Zape". Todas ellos tenían una extensión mayor que las habituales y aparecían inicialmente cada cinco semanas.
Super DDT fue dirigida por Jorge Gubern Ribalta. Tras las portadas, todas ocupadas por chistes protagonizados por Pepe Gotera y Otilio, presentaba nuevas historietas de las series que aparecían en "El DDT", amén de reediciones y alguna serie nueva:
| Aparición  | Números | Título                                            | Autoría                     | Procedencia             |
| ---------- | ------- | ------------------------------------------------- | --------------------------- | ----------------------- |
| 29/01/1973 | 1, 2,   | Pepe Gotera y Otilio, chapuzas a domicilio        | Ibáñez                      | Tío Vivo                |
| 29/01/1973 | 1, 2,   | Don Pelmazo                                       | Raf                         | El DDT                  |
| 29/01/1973 | 1, 2,   | El Inspector                                      |                             |                         |
| 29/01/1973 | 1, 2,   | Piluca, niña moderna                              | Segura                      |                         |
| 29/01/1973 | 1, 2,   | Apolino Tarúguez                                  | Conti                       |                         |
| 29/01/1973 | 1, 2,   | Anacleto, agente secreto                          | Vázquez                     | Pulgarcito              |
| 29/01/1973 | 1, 2,   | Toby                                              | Escobar                     | El DDT                  |
| 29/01/1973 | 1, 2,   | Aspirino y Colodión                               | Figueras                    | El DDT                  |
| 29/01/1973 | 1, 2,   | Bonifacio y Pedernal, una pareja informal         | Jordi Pineda Bono           |                         |
| 29/01/1973 | 1, 2,   | Astérix el Galo                                   | René Goscinny/Albert Uderzo | Franco-belga            |
| 29/01/1973 | 1, 2,   | La Familia Trapisonda, un grupito que es la monda | Ibáñez                      | Pulgarcito (Reedición)  |
| 29/01/1973 | 1, 2,   | Las hermanas Gilda                                | Manuel Vázquez              | Reedición               |
| 29/01/1973 | 1, 2,   | Ataulfo Cartabón                                  | Rubio                       | Nueva                   |
| 29/01/1973 | 1, 2,   | Aceituno Cargante, vendedor ambulante             | Sifre                       | Nueva                   |
| 29/01/1973 | 1, 2,   | Carioco                                           | Conti                       |                         |
| 29/01/1973 | 1, 2,   | Don Percebe y Basilio, cobradores a domicilio     | Rojas de la Cámara          | El DDT                  |
| 29/01/1973 | 1, 2,   | Domingón                                          | Gosset                      | El DDT                  |
| 29/01/1973 | 1, 2,   | Zipi y Zape                                       | Escobar                     | Reedición               |
| 05/03/1973 | 2,      | El Sheriff de Porra Citty                         | Ibáñez                      |                         |
| 05/03/1973 | 2,      | Bernard Prince                                    | Greg/Hermann                | Franco-belga            |
| 05/03/1973 | 2,      | Cebolleta                                         | Vázquez                     |                         |
| 05/03/1973 | 2,      | Bruno Brazil                                      | Louis Albert/William Vance  | Franco-belga            |
| 05/03/1973 | 2,      | El escudero Bartolo o... ¡qué calor hace, Manolo! | Ibáñez                      | El Capitán Trueno Extra |

Hacia 1975, la mitad de las páginas de la revista estaban ocupadas por reediciones.